# مخلوق
مخلوق (فرانسوی: Créatura‎)، آفریده شده، خلق به معنی مخلوق و جمع آمده‌است.

## خلیقه
از مشتقات «خلق» لفظ خلیقه است به معنی طبیعت یا آنچه خدا آفریده‌است. می‌گویند انسان اشرف مخلوقات است خلق به معنی ایجاد کردن است. خلقی که به معنی ایجاد شیء از نیستی باشد، فقط مخصوص خداست که آن را ابداع گویند.

## خلق مطلق
خلق مطلق صفت خداوند است؛ زیرا او ایجادکننده، باقی دارنده است و ابقاء او برابر ایجاد است. جهان را به اراده خود ایجاد می‌کند و به اراده خود باقی می‌دارد و اگر ابقاء خداوند نباشد وجود عالم باطل [و فاسد] می‌شود. حال اگر عالم باقی باشد، نتیجه اینکه خداوند هستی آن را ادامه می‌دهد. این چیزی است که دکارت خلق دائم یا ابداع دائم نامیده‌است.

## دلالت التزام و پیروی
دلالت لفظ بر معنائی که ملازم معنی اصلی لفظ است. مثل دلالت مخلوق بر خالق. پس دلالت التزام، لفظ را از معنائی که بر آن دلالت می‌کند، به معنی دیگری منتقل می‌کند که با معنی اول پیوند و نزدیکی دارد.

## حکمت متعالیهو فیوضات
فیض، صادر نخستینی است که عنوان مخلوق بر آن صدق نمی‌کند؛ هرچند با توسع در مفهوم «مخلوق» می‌توان آن را نیز تحت اطلاق جای داد.

## لایب نیتس
موناد (فلسفه) و رابطه آنها با جوهر الهی: «خداوند واحد اصلی و اولی است یا جوهر اصلی بسیطی است که منادها لحظه به لحظه از طریق اشراق و درخشش بی‌انقطاع الهی از او حادث می‌شود یا متولد می‌شود یا مشتق می‌شود، که در این منادها هیچ حدی نیست جز مخلوقیت و معلولیت آنها که حد ذاتی آنهاست.»